# Viburnum mortonianum
Viburnum mortonianum är en desmeknoppsväxtart som beskrevs av Standley och Steyerm. Viburnum mortonianum ingår i släktet olvonsläktet, och familjen desmeknoppsväxter. Inga underarter finns listade i Catalogue of Life.